# 火车 (武器)
火车（：／）是古代朝鲜半岛的一种战车，属于早期的多管火器，可用于发射上百支神机箭。其类似于中国明代的架火战车。

## 历史
永乐七年（朝鲜太宗九年，1409年），李韬、崔海山等发明了火车。据《太宗实录》记载：
|  | 賜軍器少監李韜、監丞崔海山馬各一匹。上御解慍亭，觀放火車，有是賜。又賜布五十匹于火桶軍。火車之制，以鐵翎箭數十，納諸銅桶，載於小車，以火藥發之，猛烈可以制敵。 |

景泰二年（朝鲜文宗元年，1451年），临瀛大君李璆奉其兄文宗大王之命改良了火车。据《文宗实录》记载：
|  | 先是上命臨瀛大君璆，制火車。其車上設架子，揷置中神機箭一百箇，或置四箭銃筒五十箇，以火炷之，連次而發。 |

万历朝鲜之役期间，朝鲜曾使用火车抵抗日军。此时的火车再度获得改良，可置40个胜字铳筒，帮助朝鲜取得了幸州大捷：
|  | 壬辰之亂，湖南召募使邊以中始製火車三百兩，分與權慄，助幸州之捷。其制一車開四十穴，容勝字銃四十。令連心發火，相繼不絶，聲振山嶽，倭大驚遁去。 |